# Tram STEFER: motrici a due assi gruppo 30
Le motrici gruppo 30 della STEFER di Roma sono stati un gruppo di otto motrici e otto rimorchi a due assi bidirezionali. 

## Storia
Fin dalla prima dotazione del 1906 la STFER opera una distinzione nel proprio parco rotabile, scegliendo rotabili a carrelli per le relazioni extraurbane e rotabili a due assi per l'esercizio dei servizi locali. Questi ultimi si presentano col normale allestimento della vettura extraurbana, quindi con la distinzione in I e III classe operante nei servizi locali della rete dei Castelli ma non su quello urbano di Roma. Con le vetture a due piani la STEFER acquista otto piccole motrici a due assi ed altrettanti rimorchi, destinate al servizio sulla linea intercastellare linea Frascati-Genzano) lungo la quale si effettua servizio di corrispondenza per Roma inizialmente al bivio di Grottaferrata ed in seguito anche a Genzano e nel servizio a spola verso la funicolare di Rocca di Papa.

## Meccanica
Motrici e rimorchi sono costruiti dalla Elettro Ferroviaria Boeker con la cassa che, ad imitazione delle imperiali, è rivestita in doghe di legno lucidato e dotata un solo accesso per lato.

## Equipaggiamento elettrico
Come tutto il materiale di origine della STFER è fornito dalla Thomson, Houston ed è dotato di un comando diretto con controller TH BA2.

## Servizio

Una motrice 30 nei primi anni di servizio

Destinate ai servizi locali le 30 appaiono indifferentemente utilizzate anche sulle linee extraurbane provenienti da Roma. Le motrici, ottimamente costruite, si rivelano oltremodo longeve e arrivano tutte all'inizio degli anni cinquanta, quando alla prima riduzione della rete sono utilizzate per soli scopi di servizio. Negli anni della loro esistenza sono sottoposte a diverse modifiche:
- durante gli anni venti: aggiunta di un accesso per lato e sostituzione dell'equipaggiamento Thomson-Houston con il CGE;
- verso il 1935: sostituzione del trolley a rotella con archetto tipo ATAG 1923; rivestimento delle casse, originariamente in doghe di legno lucidato, con lamiera nei colori aziendali bianco e bleu; eliminazione del lucernario sull'imperiale;
- verso il 1958: le superstiti vetture 36 e 37 sono dotate di pantografo in luogo dell'archetto.

La 37 traina uno dei carri scala ricavati dai rimorchi napoletani

I rimorchi, del tipo a terrazzini aperti e di costruzione alquanto primitiva, non vengono sottoposti a modifiche, e sono radiati e demoliti già negli anni trenta.
Dopo le chiusure del 1954 rimangono in servizio la 36 e la 37. La prima viene ritirata prima del 1958, la seconda continua ad essere utilizzata in funzione di trattore e per trasporto operai almeno fino al 1963.

## Numerazione
La serie 30-37 va a seguito delle imperiali, che terminano col numero 21. I rimorchi sono numerati da 105 a 112, a seguito di quattro ipotetici rimorchi urbani (100-104), di cui è dubbia l'esistenza. Le motrici non sono sottoposte a rinumerazione.